# Hugh Franklin Pierce
Hugh Franklin Pierce (✰ Ohio; 15 de junho de 1905; ✝ San Bernardino, 22 de fevereiro de 1979) foi um cientista aeroespacial Norte americano, e um dos membros fundadores da American Rocket Society na década de 30 e também da Reaction Motors, Inc. na década seguinte.